# Mauricio Bolaños
Mauricio Bolaños (* 16. Januar 1939 in San Martín) ist ein ehemaliger salvadorianischer Radrennfahrer.

## Sportliche Laufbahn
Bolaños war im Straßenradsport aktiv. Er war Teilnehmer der Olympischen Sommerspiele 1968 in Mexiko-Stadt. Das olympische Straßenrennen beendete er nicht.
Im Mannschaftszeitfahren kam das Team aus El Salvador Roberto García, Francisco Funes, Juan Molina und Mauricio Bolaños auf den 28. Rang.